# Mont-Saint-Jean, Aisne
Mont-Saint-Jean là một xã ở tỉnh Aisne, vùng Hauts-de-France thuộc miền bắc nước Pháp.